# لینک (افسانه زلدا)
لینک (به ژاپنی: リンク, Rinku) یک شخصیت خیالی و قهرمان اصلی در مجموعه بازی‌های ویدئویی افسانه زلدا از شرکت نینتندو است. او در طی قسمت‌های بازی به شکل تجسم‌های مختلفی ظاهر می‌شود، و همچنین در سایر رسانه‌های نینتندو شامل بازار کتاب‌های کمیک و مجموعه‌های پویانمایی حضور دارد. او یکی از اصلی‌ترین نمادهای شرکت نینتندو محسوب می‌شود.
لینک در طی مجموعه افسانه زلدا، به شکل یک کودک، نوجوان یا بزرگسال جوان از نژاد هایلین (هایلین تنها به عنوان ‌گونه‌ای از اِلف توصیف می‌شود) به تصویر کشیده شده‌است که از سرزمین هایرول نشأت گرفته است. او اغلب در سرزمین پادشاهی هایرول سفر می‌کند، موجودات، نیروهای شیطانی و هماورد اصلی این سری گانون را شکست می‌دهد، در حالی که سعی در نجات پرنسس زلدا و هایرول را دارد. برای شکست گانون، لینک معمولاً به شمشیر استاد عرفانی و پیکان‌های روشن، یا یک سلاح افسانه‌ای مشابه نیاز دارد، که پس از انجام مأموریت‌ها و نبردهای بی‌شماری بدست خواهند آمد.
لینک همچنین حضور افتخاری در چندین عنوان بازی خارج از سری افسانه زلدا داشته است، که از جمله آن‌ها می‌توان به سول کالیبر ۲، ماریو کارت ۸ و مجموعه بازی برادران سوپر اسمش اشاره کرد.